# Jacob Lensky
Jacob Lensky (n. 16 de dezembro de 1988) é um ex futebolista canadiano nacionalizado checo. Actualmente joga no FC Utrecht da Eredivisie. Joga na posição de defesa. Também se desempenha na Selecção de futebol da República Checa Sub-21.

## Trajectória

### Carreira profissional
Em setembro de 2006, Lensky assinou pré-contrato com a Feyenoord, o qual se fez efectivo a 1 de janeiro de 2007. Lensky faria a seu estreia na Eredivisie o 11 de fevereiro de 2007, contra o FC Twente.
Lensky anunciaria o seu retiro do futebol profissional em agosto de 2008, antes de completar o seu contrato com Vancouver Whitecaps.
Lensky regressou à atividade profissional em julho de 2009, assinando um contrato de um ano com o FC Utrecht.